# ノーブレーキ
ノーブレーキは、オリジンに所属するお笑いコンビ。

## メンバー
- ポジティブあゆむ（本名：我那覇歩武（がなは あゆむ）、沖縄県東風平町出身、1985年6月18日（40歳） - ）
主にツッコミ担当。血液型はO型。
沖縄県立首里高等学校卒業。
- ブーブー（本名：長浜弘頼（ながはま ひろとも）、沖縄県南風原町出身、1985年7月4日（40歳） - ）
主にボケ担当。血液型はO型。
沖縄県立南部商業高等学校卒業。

## 来歴
ポジティブあゆむ、ブーブーともに沖縄県の小学校からの幼なじみ。中学校の修学旅行での出し物がきっかけでコンビ結成、現在に至る。
高校1年生の頃にFECオフィスに約1年半所属。その後19歳の頃に現在所属のオリジンへ移籍。

## 受賞歴
- FEC主催 フレッシュお笑い選手権大会（当時高校1年生）

## 出演

### 映画
- 私はヒーロー、それともヴィラン？よみがえれ勝連城！ - 金城司、豊田弘役

### テレビ
- Oh!笑いけんさんぴん (2008)
- ガールズ10Q 天の声
- ゆがふぅふぅ/GONGON
- Cinema Paradiso しげログ37℃コーナー担当

### ラジオ
- エフエム那覇「ノーブレーキのオリジンアワー」火曜日パーソナリティ
  - 毎週火曜日 18:00 - 19:00
  - 当初番組パーソナリティだった、ゆうじろう、はっとー、Kジャージ、漢那邦洋から引き継ぐ形で、2006年12月5日に初めて番組を担当した。
- RBCiラジオ「Bラジ」
- ラジオ沖縄「ノーブレーキのいちゃりばー！」
  - 毎週日曜日 11:00 - 11:30
  - 収録放送で、初回放送は2025年8月3日。番組名の由来は、二人は仲が良く、いちゃいちゃしているように見られることや、ラジオ沖縄が川の側にあることだとしている（2025年8月3日放送分）。付近には、久茂地川と国場川が流れている。

### USTREAM
- 今夜が笑念場

### ニコ生ライブ
- ちぇんちぇんの「ニコニコ笑イブ」in 沖縄